# La abadía del crimen
La abadía del crimen (L'abadia del crim), fou un videojoc comercialitzat per Ópera Soft en 1988 basat en el llibre d'Umberto Eco El nom de la rosa.
El seu programador fou Paco Menéndez, considerat com un dels millors programadors de videojocs a l'anomenada època daurada del programari espanyol.
Es tracta d'una videoaventura on un frare franciscà, fra Guillem d'Occam (Guillem de Baskerville al llibre) i el jove novici Adso han de descobrir l'autor d'una sèrie d'assassinats que són duts a terme en una abadia a la península d'Itàlia.
Es desenvolupa al llarg de 7 dies on serà necessari fer la vida pròpia d'un monestir, i a més s'haurà de descobrir quin és el secret que amaga l'abadia mitjançant la investigació.
Fou programat per a diverses plataformes de l'època, MSX, Spectrum, Amstrad (versió aquesta considerada com l'original, ja que el joc va ser programat inicialment sobre un ordinador CPC de 8 bits) i PC. Més endavant es van realitzar diverses adaptacions i millores per a PC, MSX2 o Game Boy Advance.
Com s'ha comentat adés, la plataforma on es va desenvolupar i programar el joc va ser el CPC d'Amstrad, per tant és considerada la versió original del joc, així totes les altres versions no van ser més que adaptacions d'aquesta.
La versió PC es va distribuir inicialment en format de disquet de 5¼ polzades, aquest disquet no necessitava cap sistema operatiu a l'ordinador, ja que el joc carregava directament quan s'engegava l'ordinador. A més, el disquet tampoc era llegible des del sistema operatiu, ja que utilitzava un format de disquet propi com a mesura de protecció anticòpia. Posteriorment va ser inclosa en compilacions de jocs que eren venuts a preus més baixos que a data de la seua eixida al mercat. A aquestes recopilacions, el joc ja era un executable estàndard de DOS. La versió PC és pràcticament igual a la versió original CPC, però gràcies a la major capacitat de memòria, es va poder afegir veu digitalitzada. Es podia sentir l'Ave Maria quan els monjos preguen a l'església.
Una curiosistat relacionada amb la veu digitalitzada apareixia quan es feia una còpia del joc (era possible realitzar una còpia funcional, però per a això era necessari l'ús de programes de còpia especials). Quan es tractava d'una còpia, en lloc de l'Ave Maria, es podia sentir un "PIRATA PIRATA PIRATA..." de manera continuada i el joc no funcionava. La versió del joc de PC funcionava únicament en targetes gràfiques CGA, la qual cosa feia que els usuaris de les llavors populars targetes gràfiques Hercules no pogueren, en principi, fer-lo servir. Tanmateix, molts usuaris van poder executar el joc gràcies a emuladors de CGA residents en memòria, els quals permetien l'execució de la major part dels programes realitzats per a CGA, en una targeta Hercules monocroma.

## Versions oficials

El joc va introduir com a principals innovacions la perspectiva i un sistema de càmeres inspirat en el cinema i mai abans vist al món dels 8 bits. Fotografia de la pantalla de títol a l'Amstrad CPC 6128.

El joc va ser desenvolupat inicialment de forma freelance i publicat per l'Academia Míster Chip al novembre de 1987, posteriorment Opera Soft va adquirir tots els drets del videojoc a inicis de 1989.
Va ser desenvolupat per a diverses plataformes de l'època: MSX, Spectrum, Amstrad CPC i PC. La versió de Spectrum solament va ser programada pel Spectrum 128, sent considerat un dels deu millors jocs per a aquesta plataforma per la revista britànica Retro Gamer.
Per Amstrad es van realitzar dues versions diferents, una en disquet pel CPC 6128, que és de fet la primera versió de totes les plataformes, a partir de la qual es van realitzar les diferents versions, i una altra pel CPC 664 (en disquet) i el CPC 464 (en casset), similar a la versió 6128, però amb una gran part del mapa eliminat (sobretot passadissos sense influència en la trama) i menys detalls gràfics (sense creus en els finestrals de l'abadia), per adaptar el joc del CPC 6128, amb 128 kB de memòria RAM, als models inferiors amb 64 kB.
En la versió de CPC, el videojoc porta incorporat internament un depurador que va haver d'utilitzar l'autor per poder provar el joc al moment del seu desenvolupament i que no va ser eliminat en la versió comercial encara que no es pot accedir a ell directament.
El joc incloïa la música de l'àlbum Anna Magdalena i la Sonata per a flauta BWV 1033 de Bach així com Crystal Palace de Gwendal. La versió de PC també incloïa una petita versió del Ave Maria de Schubert que sonava durant les misses.
Existia un ou de pasqua en la versió de PC consistent en un enginyós sistema anti-pirateria. Si es feia una mala còpia del joc, en comptes de cantar el Ave María a missa, sonava una veu que deia «pirata! pirata! pirata!», la qual cosa causava que poc després l'ordinador s'apagués sol.

## Desenvolupament del joc
L'abadia del crim és una videoaventura, on un frare franciscà, Guillem d'Occam (Guillem de Baskerville en el llibre) i el jove novici Adso han de descobrir a l'autor d'una sèrie d'assassinats que succeeixen en una abadia situada a la península itàlica durant el segle xiv.
Famós per la seva complexitat i dificultat, el joc es desenvolupa en set dies en els quals és necessari realitzar les labors d'un monjo d'aquella època, mentre en les estones lliures s'ha de realitzar la investigació per la laberíntica abadia. En Guillem ha de complir en tot moment les ordres de l'abat, particularment assistir a missa i al menjador quan sona la campana, així com seguir-li quan l'hi demani. Una altra de les ordres més taxatives és no sortir de la seva cel·la a la nit, no obstant això és necessari per avançar en la investigació i Guillem haurà de burlar la vigilància de l'abat i evitar ser descobert.
Les desobediències lleus faran baixar una barra anomenada obsequium («obediència», «disciplina» o «lleialtat», en llatí). Gastar aquesta barra o realitzar una desobediència greu (faltar a missa o el menjar, o ser enxampat de nit per l'abat) suposaran l'expulsió de l'abadia, i amb això el final de la partida.

### Pergamí inicial
Abans de començar el joc es mostra un pergamí acompanyat d'una melodia on es va escrivint el següent text introductori (el qual és una versió modificada del text original de la novel·la El nom de la rosa):
| « | Ja al final de la meva vida de pecador, mentre espero el moment de perdre'm en l'abisme sense fons de la divinitat deserta i silenciosa; en aquesta cel·la del meu benvolgut monestir de Melk, on encara em reté el meu cos pesat i malalt, em disposo a deixar constància en aquest pergamí dels fets sorprenents i terribles que em va ser donat presenciar en la meva joventut... El Senyor em concedeix la gràcia de donar fidel testimoniatge dels esdeveniments que es van produir en l'abadia el nom de la qual fins i tot convé ara cobrir amb un piadós mantell de silenci; cap a finals de 1327, quan el meu pare va decidir que acompanyés a fra Guillem d'Occam, savi franciscà que era a punt d'iniciar una missió en l'acompliment de la qual tocaria moltes ciutats famoses i abadies antiquíssimes. Així va ser com em vaig convertir al mateix temps en el seu amanuense i deixeble; i no vaig haver de penedir-me, perquè amb ell vaig ser testimoni d'esdeveniments dignes de ser registrats, per a memòria dels quals vengen després... Així, mentre amb els dies anava coneixent millor al meu mestre, arribem a les faldilles de la muntanya on s'aixecava l'abadia. I ja és hora que, com nosaltres llavors, a ella s'apropi el meu relat, i tant de bo la meva mà no tremoli quan em disposo a narrar el que va succeir després... | » |

### Trama
Independentment de la plataforma en què se centri l'estudi, tant les versions de 8 bits com la de 16 bits per a PC, així com els remakes, són fidels a la mateixa trama complexa, simplement es va portar el codi d'un ordinador a un altre. Els dies en el joc estan dividits cadascun en diverses parts segons les hores canòniques, resumint l'organització real per a un monjo del claustre: nit, prima, terça, sexta, nona, vespres i completes.

### Pergamí final
Una vegada resolta la trama es mostra un pergamí com l'inicial amb el següent contingut:
| « | Desfigurat per l'angoixa, per l'assetjament del verí que ja serpentejava abundant per les seves venes, l'altre venerable rostre de l'ancià es veia repulsiu i grotesc. Hauríem pogut atrapar-ho amb calma, però ens precipitem amb vehemència sobre ell. Va aconseguir desfer-se i va estrènyer el llibre contra el seu pit per defensar-ho. Jo ho tenia agafat amb la mà esquerra, mentre amb la dreta tractava de mantenir en alt el llum. Però vaig fregar el seu rostre amb la flama i va emetre un so ofegat, gairebé un rugit, deixant caure trossos de foli per la boca. La seva mà dreta va deixar anar el llibre, va buscar el llum i, d'un cop, me la va arrencar llançant-la cap a endavant... Es va vessar l'oli i de seguida el foc va prendre en el pergamí que va cremar com un feix d'hornija resseca. Tot va succeir en pocs instants; una flamarada es va elevar des dels llibres, com si aquelles pàgines mil·lenàries portessin segles esperant cremar-se i gaudissin en satisfer de sobte una sigueu immemorial d'ekpyrosis. L'abadia va cremar durant tres dies i tres nits i de gens van valer els últims esforços. Al tercer dia, guarits els ferits, enterrats els cadàvers que havien quedat fora dels edificis, els monjos i la resta dels pobladors de l'abadia van recollir les seves pertinences i van abandonar l'altiplà, que encara fumejava, com un lloc maleït. Guillermo i jo ens allunyem d'aquell paratge en dos cavalcadures que trobem pel bosc. Quan arribem a Múnic vaig haver de separar-me, no sense vessar abundants llàgrimes, del meu bon mestre. Després de donar-me molts bons consells per als meus futurs estudis, em va estrènyer entre els seus braços, amb la tendresa d'un pare, i em va dir adéu. Mai vaig tornar a veure'l. Ara, ja en el llindar de la mort, com més rellegeixo la història que d'això ha resultat, menys sigues si aquesta conté o no una trama distingible de la mera successió natural dels esdeveniments i dels moments que els relacionen entre si. I és dur per a aquest vell monjo no saber si la lletra que ha escrit conté o no algun sentit ocult, ni si conté més d'un, o molts, o cap. Però potser aquesta incapacitat sigui producte de l'ombra que la gran tenebra que s'aproxima projecta sobre aquest món ja vell. Fa fred en el scriptorium, em dol el polze. Deixo aquest text, no es per qui, aquest text, que ja no sé de qui parla. | » |

## Elements del joc

### El mapa

#### La planta principal

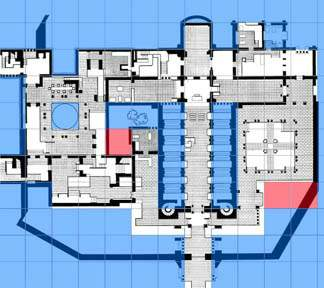
Habitacions ocultes marcades en vermell.

La planta principal està formada per una matriu de 16x10 pantalles. Cada casella conté el nombre de la pantalla que li correspon, i que es mostrarà en entrar en ella. En el mapa es pot veure en blanc les caselles que fan referència a pantalles definides (que existeixen), en blava les que no fan referència a cap, i en vermell les que apunten a pantalles en les quals no podem entrar.
En el cas de les dues del pòrtic, apunten a pantalles que no existeixen, no estan definides. Sembla que al principi el pòrtic anava a ser més gran, però que per falta de memòria, es va decidir reduir-ho una mica.
La casella que està a la dreta de la cel·la de l'herbolari, apunta a la pantalla de la cel·la de Guillermo (a dalt a la dreta). Això significa que anava a haver-hi una pantalla en aquest lloc, és possible originalment aquí anava a estar la cel·la de Guillermo, o simplement una altra pantalla qualsevol.
Hi ha dubtes més que raonables, per sospitar que el mapa era diferent al principi, i que a causa de problemes d'espai es va decidir canviar-ho. A més conté alguns gràfics que no són usats enlloc i pantalles inaccessibles
També hi ha altres sales com el scriptorium i la biblioteca.

### Personatges
Els personatges del videojoc són:
- Abat: el superior de l'abadia.
- Adso: el novici ajudant de Guillermo, controlat pel jugador.
- Berengario: un dels monjos que treballa en el scriptorium.
- Bernardo Gui: màxim responsable de l'inquisició local.
- Guillem d'Occam: frare franciscà (erròniament qualificat com a monjo en el manual d'usuari) protagonista del joc, controlat pel jugador.
- Jorge: el monjo més ancià de l'abadia.
- Malaquías: monjo encarregat de la biblioteca.
- Severino: el monjo herbolari.

### Càmeres

En la imatge un exemple de perspectiva isomètrica. El programa es va dissenyar amb aquesta perspectiva per donar-li un efecte tridimensional.

El videojoc original es va programar enterament en perspectiva isomètrica menys la portada i la part introductòria del pergamí amb el text d'Adso.
Els fons del joc eren dibuixats en dues passades, la qual cosa feia que en alguns llocs es veiessin petits defectes gràfics que desapareixen en augmentar el nombre de passades. Se suposa que per temes de memòria (o potser velocitat) no es van poder fer més passades.
Per defecte, la càmera segueix sempre a Guillem però, a vegades, quan es queda quiet una estona, segueix a altres monjos.
- Berengario:
  - Va a advertir a l'abat.
  - Va encaputxat a pel llibre i està entrant al scriptorium.
  - Quan mor.
- Abat:
  - Va al refetor.
  - Va a deixar el pergamí a la seva cel·la.
  - Va a demanar-li el pergamí a Guillem
  - Va a expulsar a Guillem de l'abadia.
- Malaquías:
  - Va a buscar a l'abat.
  - En Vespres va a tancar les portes, o va a la cuina.
- Severino:
  - Va a la recerca de Guillermo.
- Bernardo:
  - Va a donar-li el manuscrit a l'abat.

### Càlcul de puntuació final
El percentatge de resolució del videojoc que es mostra al final es calcula segons la fórmula següent:
```
Percentatge final = (dia - 1) * 7 + hora + (4 * bons aconseguits)
```

On els bons aconseguits són:
- Agafar la clau del passadís.
- Agafar la clau de l'herbolario.
- Agafar la clau de l'abat.
- Agafar els guants.
- Usar el passadís a la nit.
- Tenir el pergamí el 3er dia a la nit.
- Llegir el pergamí.
- Entrar a l'habitació de l'abat.
- Entrar en el laberint.
- Entrar en el laberint amb el llum.
- Trobar les ulleres en el laberint.
- Trobar l'habitació del mirall.
- Obrir el mirall.
- Entrar en el mirall (habitació on espera Jorge).

I la hora: Nit = 0, ..., Completes = 6.
Si la partida acaba en la Nona del primer dia, el percentatge és 0%.
Tant a l'església, com en el menjador, hi ha un lloc que s'ha d'ocupar perquè l'abat no ens sancioni. Hi ha altres llocs alternatius en els quals l'abat donarà el vistiplau, i això que no estan ni tan sols en la pantalla del menjador/església.

## Diferències amb la novel·la original
- La idea original de Paco Menéndez i Opera Soft era anomenar al joc igual que el llibre, El nom de la rosa, però no van rebre l'autorització per part de l'autor, de manera que van decidir anomenar-lo La abadía del crimen, per ser aquest el títol que va posar provisionalment Eco a la novel·la.

- Per qüestions de drets d'autor es van modificar alguns elements de l'argument i per a això es va desfer part del rigor històric que caracteritza a la novel·la d'Eco. Un exemple d'això és el motiu de la visita del protagonista a la fictícia abadia italiana: En la novel·la, aquest acudeix per participar en –i a organitzar– una discussió teològica sobre la pobresa apostòlica que enfronta als franciscans espirituals, recolzats per l'emperador del Sacre Imperi Romanogermànic, Ludovic IV de Baviera, contra el papa Joan XXII, el qual està al mateix temps enemistat amb Ludovic. En el videojoc es canvia al personatge fictici Guillem de Baskerville per l'històric Guillem d'Occam (qui va servir d'inspiració per a l'anterior i inicialment anava a ser protagonista de la novel·la en el seu lloc)[12] el qual arriba a l'abadia a entrevistar-se amb l'històric inquisidor francès Bernardo Gui per reconciliar-se amb el papa, sent aquest últim així mateix enfrontat per Guillermo d'Occam, per la qual cosa aquest es va veure forçat a exiliar-se a l'empara de Ludovic.[13] Hi ha evidències històriques que després de mort l'emperador Ludovic es va buscar aquesta entesa entre Guillermo d'Occam i el papat d'Avinyó, encara que la trobada del joc és una invenció.[14]

- El llibre culpable dels assassinats en el joc és la "Coena Cypriani d'Aristòtil". En la novel·la, en canvi, es tracta del segon llibre de la Poètica d'Aristòtil. Igualment, aquest filòsof tampoc és l'autor de la Coena Cypriani en la vida real, el qual és desconegut. cal destacar també que el mateix volum on es troba el text Aristòtil en la novel·la, conté textos d'altres autors en diversos idiomes, incloent una interpretació o transcripció de la Coena.

- Guillem i Adso porten un tipus d'hàbit religiós semblant, cosa que sembla indicar que pertanyen a la mateixa orde com és el cas en l'adaptació cinematogràfica de 1986. Per contra, Guillem és en la novel·la franciscà i Adso benedictí.

## Commemoració del 30è aniversari
El 8 de maig de 2017 va sortir un mini-plec de sis segells de 0,60 euros en commemoració del 30 aniversari del videojoc, convertint-se en el primer que gaudeix del seu propi tiratge de segells de correus a Espanya, després de la polèmica suscitada pel rebuig a la proposta de l'AUIC l'any anterior.
El 17 de novembre de 2017 es va inaugurar en el Museu Històric d'Informàtica de la Universitat Politècnica de Madrid una exposició titulada «La abadía del Crimen: el Lado Humano del Videojuego», per commemorar el 30è aniversari del joc. En l'acte d'inauguració, es va incloure una presentació del segell amb un mata-segellat especial per a l'ocasió. L'exposició, de caràcter permanent, està oberta al públic.

## Reconstruccions iremakes
S'han realitzat diverses reconstruccions i remakes de La abadía del crimen:
- Pegats sobre versions originals:
  - Modificació de la versió per a PC afegint, entre altres millores, nous gràfics en 256 colors i l'execució en Microsoft Windows.[17]
  - Modificació de la versió per MSX 2 afegint una paleta de 16 colors i la possibilitat de carregar i gravar des de disc.[18]
  - Generació de versió per Amstrad PCW a partir de l'original per Amstrad CPC.[19]
- Reescriptures:
  - Versió per a Game Boy Advance.
  - Versió comercial per a telèfons mòbils amb tecnologia Java Micro Edition.
  - El projecte «Vigasoco» conté una reescriptura del videojoc en C++ para Microsoft Windows basada en enginyeria inversa sobre el codi Z80 del disc de la versió original per Amstrad CPC.[20]
    - Existeix una adaptació de Vigasoco per SDL (Simple DirectMedia Layer), que té versions per Linux-x86, Linux-PowerPC, PlayStation 3, PlayStation 2, Microsoft Windows, Mac OS X, Sega Dreamcast, Native Client (permet jugar des del navegador Chrome) i WebAssembly (permet jugar des de navegadors moderns amb suport a SharedArrayBuffers que permeten multifil des de webassembly).[21]

  - Reescriptura en Java (applet) en la qual és possible jugar des d'un navegador.[22]
  - La abadía del crimen Extensum, versió ampliada en Java que permet la seva execució en Linux, Mac OS X i Microsoft Windows i inclou canvis i millores significatius (mapa i gràfics ampliats, nous personatges, escenes cinemàtiques, lògica de personatges i situacions noves, control direccional o clàssic i ajudes per disminuir l'elevada dificultat del joc original). També han estat afegits elements exclusius de la novel·la així com de l'adaptació cinematogràfica dirigida per Jean-Jacques Annaud.[23]